# Nigel Poett
Sir Joseph Howard Nigel Poett, KCB, DSO&Bar (* 20. August 1907 in Winterborne St. Martin, Dorchester, Dorset, England; † 29. Oktober 1991) war ein britischer Offizier und zuletzt General der British Army, der unter anderem zwischen 1961 und 1963 Oberkommandierender der Landstreitkräfte im Fernen Osten (Commander in Chief Far East Land Forces) war.

## Leben

### Ausbildung und Verwendung als Offizier und Zweiter Weltkrieg

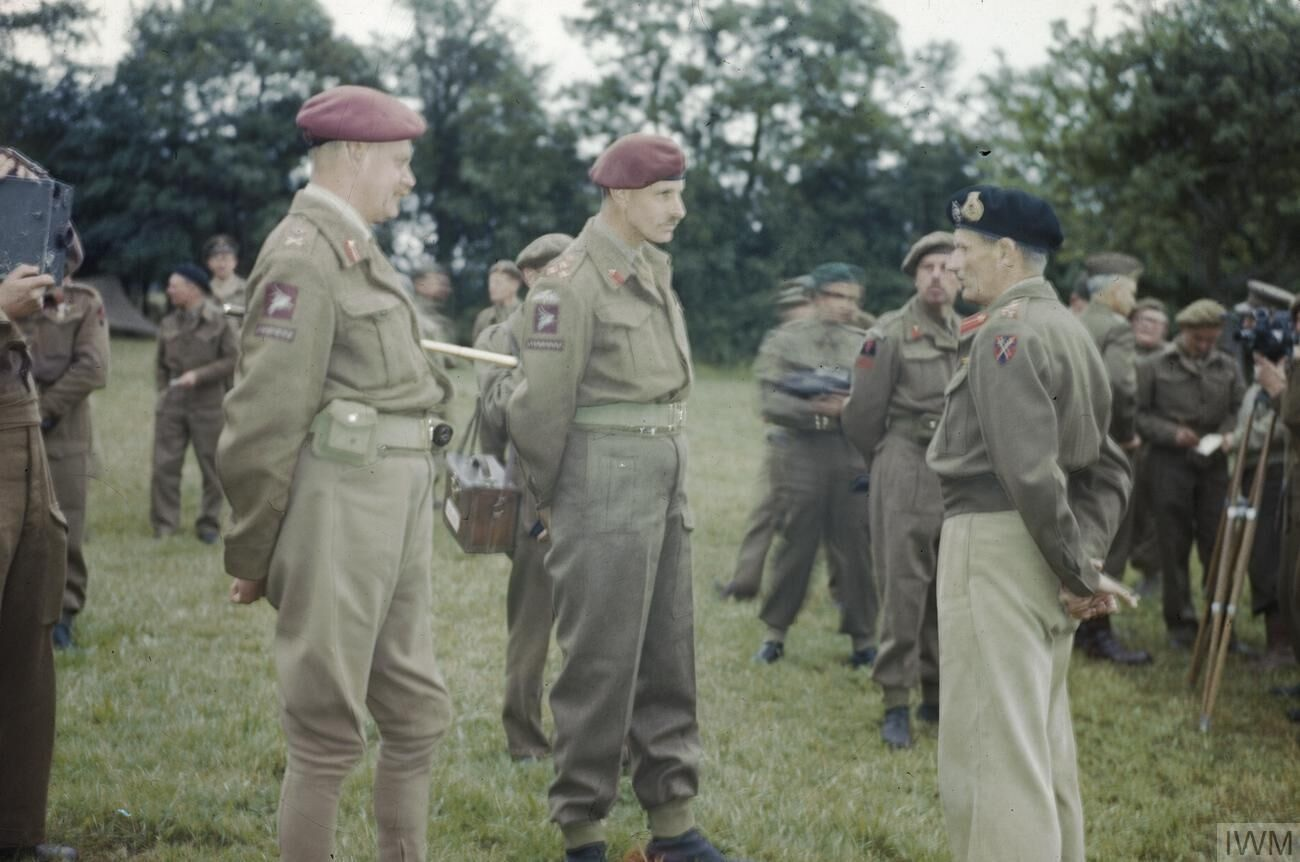
Brigadier Nigel Poett (Mitte) und Generalmajor Humfrey Gale im Gespräch mit Feldmarschall Bernard Montgomery (13. Juli 1944).

Joseph Howard Nigel Poett, der üblicherweise den Vornamen Nigel führte, war der Sohn von Generalmajor Joseph Howard Poett, CB, CMG, CBE (1858–1929) und dessen Ehefrau Julia Baldwin Caswell. Er selbst absolvierte nach dem Besuch der Downside School eine Offiziersausbildung am Royal Military College Sandhurst und wurde nach dem Abschluss am 1. September 1927 als Second Lieutenant in das Leichte Infanterieregiment Durham Light Infantry übernommen. Daraufhin folgten zahlreiche weitere Verwendungen als Offizier und Stabsoffizier.
Nachdem ihm im Zweiten Weltkrieg am 17. März 1941 der kommissarische Rang als Acting Lieutenant-Colonel verliehen wurde, war er bis zum 30. April 1942 Erster Generalstabsoffizier im Kriegsministerium (General Staff Officer 1, War Office). Während dieser Zeit erhielt er am 17. Juni 1941 den kriegsdienstbezogenen Rang als War Substantive Major und zeitgleich den zeitlich befristeten Dienstgrad als Temporary Lieutenant-Colonel. Er wurde am 30. April 1942 zunächst in den kriegsdienstbezogenen Rang als War Substantive Major zurückgestuft und erhielt am 22. Juli 1942 abermals den befristeten Dienstgrad als Temporary Lieutenant-Colonel, woraufhin er bis Juli 1943 Kommandeur des 11. Bataillons der Durham Light Infantry war. Im weiteren Kriegsverlauf erhielt er am 5. Juli 1943 zugleich die kommissarischen Ränge als Acting Colonel und als Acting Brigadier und war daraufhin bis zum 24. Februar 1946 Kommandeur der 5. Fallschirmjägerbrigade (Commanding Officer, 5th Parachute Brigade), die erst in Nordwesteuropa sowie anschließend in Britisch-Indien an militärischen Operationen beteiligt war. In dieser Verwendung erhielt er am 5. Januar 1944 zum einen den kriegsdienstbezogenen Rang als War Substantive Lieutenant-Colonel sowie zum anderen die zeitlich befristeten Dienstgrade als Temporary Colonel und als Temporary Brigadier. Für seine militärischen Verdienste wurde er 1945 zum Companion des Distinguished Service Order (DSO) ernannt und erhielt des Weiteren eine Spange (Bar) zum DSO.

### Nachkriegszeit und Aufstieg zum General
Am 4. April 1946 kehrte Poett wieder ins Kriegsministerium zurück und war dort bis zum 11. Januar 1948 Direktor für Heeresplanung (Director of Plans, War Office). Nachdem er zwischen dem 3. Dezember 1948 und dem 13. April 1949 für einen Sonderauftrag abgeordnet war, wurde er am 25. März 1949 zum Lieutenant-Colonel befördert und war daraufhin vom 25. April 1949 bis zum 13. Juni 1950 stellvertretender Leiter der Britischen Militärmission in Griechenland, wobei er in dieser Funktion am 31. Dezember 1949 seine Beförderung zum Colonel erhielt. Nachdem ihm der zeitlich befristete Dienstgrad als Temporary Major-General verliehen wurde, war er zwischen dem 24. Juli 1950 und dem 6. April 1952 Chef des Stabes der Landstreitkräfte im Fernen Osten (Chief of Staff, Far East Land Forces). In dieser Verwendung erfolgte am 14. Mai 1951 auch seine Beförderung zum Major-General.
Am 2. Mai 1952 übernahm Poett von Generalmajor Hugh Stockwell den Posten als Kommandeur der im Mittleren Osten eingesetzten 3. Division (General Officer Commanding, 3rd Division) und hatte diese Kommando bis zum 31. März 1954, woraufhin Generalmajor John Churcher seine dortige Nachfolge antrat. Er wurde 1952 zum Companion des Order of the Bath (CB) ernannt und war nach seiner Rückkehr im Kriegsministerium zwischen dem 3. Juni 1954 und dem 30. November 1956 Direktor für militärische Operationen (Director of Military Operations, War Office). Er übernahm 1956 von Generalleutnant Sir Terence Airey das Ehrenamt als Colonel of the Durham Light Infantry und hatte dieses bis zu seiner Ablösung durch Generalmajor Abdy Ricketts 1965 inne. Am 1. Januar 1957 löste er Generalmajor Charles Phibbs Jones als Kommandant des Staff College Camberley ab und behielt dieses Kommando bis zum 11. September 1958, woraufhin Generalmajor Reginald Hewetson sein Nachfolger wurde.
Nachdem ihm am 1. November 1958 zunächst der zeitlich befristete Dienstgrad als Temporary Lieutenant-General verliehen wurde, übernahm er von Generalleutnant Sir George Erskine den Posten als Kommandierender General des Heereskommandos Süd (General Officer Commanding in Chief, Southern Command). Dieses Kommando übte er bis zum 1. Mai 1961 aus und wurde im Anschluss von Generalleutnant Sir Robert Bray abgelöst. In dieser Funktion wurde er am 28. November 1958 zum Lieutenant-General befördert, wobei diese Beförderung rückwirkend zum 1. November 1958 erfolgte. Im Zuge der sogenannten „Birthday Honours“ wurde er am 13. Juni 1959 als Knight Commander des Order of the Bath (KCB) geadelt, so dass er fortan das Prädikat „Sir“ führte. Zuletzt wurde er im Juni 1961 Nachfolger von General Sir Richard Hull als Oberkommandierender der Landstreitkräfte im Fernen Osten (Commander in Chief Far East Land Forces) und hatte dieses Amt bis zum 10. April 1963 inne, woraufhin abermals General Sir Reginald Hewetson ihn ablöste. Er wurde am 28. August 1962 zum General befördert und trat am 5. August 1963 in den Ruhestand.
Poett war Vater von Joanna Ethne Julia Poett (1938–2020).

## Veröffentlichung
- Pure Poett. The memoirs of General Sir Nigel Poett, KCB, DSO and bar, London: Leo Cooper, 1991